# Terrier Lynx

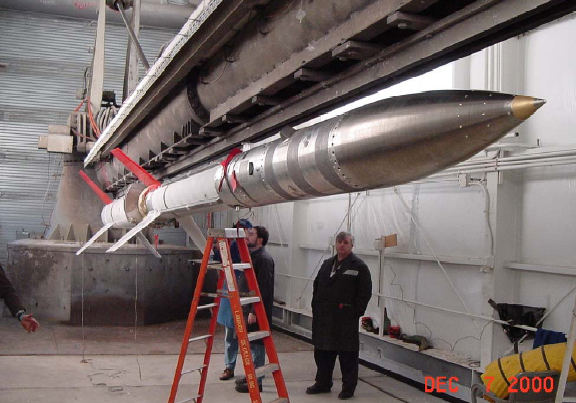
Terrier Lynx

Terrier Lynx ist die Bezeichnung einer Höhenforschungsrakete, bestehend aus einer Startstufe vom Typ Terrier und einer Oberstufe vom Typ Lynx. Die Terrier Lynx hat eine Länge von 9 Metern, einen Startschub von 258 kN, eine Startmasse von 1,3 Tonnen und eine Gipfelhöhe von 300 Kilometern.
Die Terrier Lynx wird seit dem Jahr 2000 von der NASA verwendet.